# El Calor de Cancún
El Calor de Cancún es un equipo de la Liga Nacional de Baloncesto Profesional y en la Liga Nacional de Baloncesto Profesional Femenil con sede en Cancún, Quintana Roo.

## Historia
El Calor de Cancún debutará en la temporada 2024 en la LNBP como equipo de expansión.

## Gimnasio
El Calor de Cancún tiene como sede Oficial el Poliforum Cancún, antes llamado Benito Juárez  con capacidad para 5,172 personas.

## Jugadores

### Roster LNBP
| El Calor de Cancún Temporada 2025 |    |                           |                                      |
| C U E R P O T É C N I C O         |    |                           |                                      |
| Entrenador                        |    | Bandera de Argentina      | Juan José Pidal Grassia              |
| Asistente                         |    | Bandera de Argentina      | Marcelo Roig                         |
| J U G A D O R E S                 |    |                           |                                      |
| Escolta                           | 0  | Bandera de Estados Unidos | Jimond Ray Ivey                      |
| Base                              | 4  | Bandera de México         | Miguel Eduardo Ramírez Campos        |
| Escolta                           | 7  | Bandera de México         | Dominique Coursey Ibarra             |
| Alero                             | 8  | Bandera de Argentina      | Martín Fernández                     |
| Base                              | 10 | Bandera de Brasil         | Lucas Raphael Lacerda Santana (Baja) |
| Base                              | 11 | Bandera de Estados Unidos | Max Landis                           |
| Ala-pívot                         | 15 | Bandera de México         | Jorge Manuel Camacho Federico        |
| Escolta                           | 16 | Bandera de México         | Raúl Eduardo Delgado Cruz            |
| Base                              | 19 | Bandera de Venezuela      | Heissler Rafael Guillent Ecker       |
| Base                              | 21 | Bandera de Argentina      | Lucas Faggiano (Baja)                |
| Alero                             | 24 | Bandera de Estados Unidos | Jordan Devaughn Loveridge            |
| Alero                             | 33 | Bandera de Estados Unidos | Malik Antonyo Toppin                 |
| Pívot                             | 41 | Bandera de Estados Unidos | Gerard Le Onte De Vaughn             |
| Base                              | 55 | Bandera de Estados Unidos | Lance Jones                          |
| = Capitán                         |    |                           |                                      |
| = Lesionado                       |    |                           |                                      |

 =  Cuenta con nacionalidad mexicana. 

### Roster LNBP Femenil
| El Calor de Cancún Temporada 2025 |    |                                                 |                                                  |
| C U E R P O T É C N I C O         |    |                                                 |                                                  |
| Entrenador                        |    | Bandera de Argentina                            | Juan José Pidal Grassia                          |
| Asistente                         |    | Bandera de Argentina                            | Lisandro Leone                                   |
| Asistente                         |    | Bandera de Argentina                            | Lucas Martín Zurita                              |
| J U G A D O R A S                 |    |                                                 |                                                  |
| Alera                             | 0  | Bandera de Estados Unidos                       | Rennia Davis                                     |
| Base                              | 2  | Bandera de Estados Unidos                       | Dyaisha Fair                                     |
| Alera                             | 3  | Bandera de Estados Unidos                       | Hannah Little                                    |
| Pívot                             | 4  | Bandera de Estados Unidos                       | Queen Kamsiyochukwu Egbo (Baja)                  |
| Alera                             | 5  | Bandera de Bielorrusia                          | Kseniya Malashka (Baja)                          |
| Escolta                           | 8  | Bandera de Serbia                               | Nina Bogićević                                   |
| Base                              | 9  | Bandera de México                               | Karla Liduvina Alcocer Pinkney                   |
| Base                              | 11 | Bandera de Croacia                              | Mihaela Lazić                                    |
| Base                              | 12 | Bandera de Islas Vírgenes de los Estados Unidos | Imani Ty Leah Tate                               |
| Alera                             | 14 | Bandera de México                               | Carmen Alexia González Lagunas                   |
| Base                              | 15 | Bandera de México                               | Rosemy Del Rosario Martinez Barcelata (Inactiva) |
| Base                              | 17 | Bandera de México                               | Dulce Rocío Pérez Juárez                         |
| Alera                             | 21 | Bandera de Estados Unidos                       | Ariel Destiny Colón (Baja)                       |
| Ala-pívot                         | 23 | Bandera de Estados Unidos                       | IImar'I Thomas                                   |
| Ala-pívot                         | 24 | Bandera de México                               | Daniela Rodríguez Molinar                        |
| Pívot                             | 35 | Bandera de Estados Unidos                       | Charli Collier                                   |
| = Capitán                         |    |                                                 |                                                  |
| = Lesionado                       |    |                                                 |                                                  |

 =  Cuenta con nacionalidad mexicana. 